# جبل الجازع (ذي السفال)

تعديل مصدري - تعديل

جبل الجازع محلة تابعة لقرية العقيرة، التابعة لعزلة حبير بمديرية ذي السفال إحدى مديريات محافظة إب في الجمهورية اليمنية، بلغ تعداد سكانها 146 حسب تعداد اليمن لعام 2004.